# Martin Crepaz
Martin Crepaz (Brunico, 8 gennaio 1965) è un ex hockeista su ghiaccio italiano.

## Carriera

### Club
È un difensore di stecca sinistra. Ha iniziato la sua carriera nella squadra della sua città, l'HC Brunico, nel 1983-84. Con i pusteresi ha giocato per quasi tutta la sua carriera, anche dopo il cambio di nome in HC Val Pusteria nel 2001: fanno eccezione solo due stagioni (1990-91 e 1991-92) con la maglia dell'Hockey Club Bolzano.
Nel campionato 1986-87 è stato eletto miglior difensore del torneo. Si è ritirato dall'hockey professionistico al termine della stagione 2003-04.

### Nazionale
Ha indossato più volte la maglia della Nazionale. L'esordio risale al 21 dicembre 1985 contro la Repubblica Democratica Tedesca. Ha partecipato poi ai mondiali, tutti di gruppo B, del 1986, 1989 e 1990. L'ultimo incontro in maglia azzurra è nel 1991.

## Vita privata
Crepaz proviene da una famiglia di hockeisti. Il padre Heiner, i fratelli Josef e Klaus, ed i figli di quest'ultimo, Hannes e Lukas, hanno tutti vestito la maglia della squadra brunicense.

## Palmarès

### Individuale
- Miglior difensore della Serie A: 1

1986-1987